# Vasif Adigozalov
Vasif Adigozalov (en azerí: Vasif Adıgözəlov) fue un compositor y pedagogo de Azerbaiyán y el Artista del Pueblo de la RSS de Azerbaiyán.

## Vida
Vasif Adigozalov nació el 28 de julio de 1935 en Bakú, en la familia de compositor. Su padre, Zulfugar Adigozalov fue músico de mugam.
En los años 1953 – 1959 estudió en la Academia de Música de Bakú. Qara Qarayev, el prominente compositor de Azerbaiyán, fue su profesor en la academia y Vasif fue muy influenciado por él. 
En 1958 Vasif Adigozalov comenzó su carrera como editor de música en el Comité de Radio y Televisión, la Filarmónica Estatal de Azerbaiyán, el director de la escuela de música en nombre de Asef Zeynalli. En 1990 él fue elegido el director de la Unión de Compositores de Azerbaiyán.

## Obras
- Dos óperas – “Los muertos”, “Natavan”

- Cinco comedias musicales

- Cuatro oratorios

- Tres cantatas

- Cuatro sinfonías

- Más de 150 canciones, músicas para el teatro, coro

## Premios
- Artista del Pueblo de la RSS de Azerbaiyán (1989)

- Orden Shohrat (1995)

- Orden Istiglal (2005)